# Perruche à longs brins
Psittacula longicauda
Espèce
Statut de conservation UICN

 VU  : Vulnérable
Statut CITES
La Perruche à longs brins (Psittacula longicauda) est une espèce d'oiseaux asiatiques de la famille des Psittacidae.

## Description
Cet oiseau mesure environ 42 cm.
Le mâle est plus coloré que la femelle et présente deux rectrices très allongées. Son bec est rouge vif alors que celui de la femelle est noirâtre.
Cette espèce est reconnue par tous les spécialistes du monde pour avoir une sexualité abondante, en effet la Perruche à long brins peut se reproduire jusqu'à huit fois au sein d'une même année.

## Répartition et sous-espèces
Selon la classification de référence du Congrès ornithologique international (15.1, 2025) elle se répartit en cinq sous-espèces :
- P. l. tytleri (Hume, 1874) — îles Andaman et Coco ;
- P. l. nicobarica (Gould, 1857) — îles Nicobar ;
- P. l. modesta (Fraser, 1845) — Enggano ;
- P. l. longicauda (Boddaert, 1783) — sud de la péninsule malaise, Sumatra, Nias, Bangka et Bornéo ;
- P. l. defonstainei Chasen, 1935 — Belitung, îles Riau, Natuna et Karimata.